# Bangsbo å
Bangsbo å är en omkring 12 km lång å i Danmark på ön Vendsyssel-Thy i Nordjylland som löper ut i Kattegatt vid Fredrikshavn.
Vattendraget rinner genom det skyddade området Bangsbo ådal (som ingår i Natura 2000-området "Åsted Ådal, Bangsbo Ådal og omliggende overdrevsområder") som består av al- och asksumpmarker som skapat en bra miljö för bland annat bäcknejonöga och utter. Där finns också betydande hedytor. Den passerar också Bangsbo huvudgård, som är känd sedan 1364.